# بريكنريدج (كولورادو)
بريكنريدج (بالإنجليزية: Breckenridge, Colorado)‏ هي بلدة تقع في مقاطعة سميت، كولورادو بولاية كولورادو في الولايات المتحدة. تأسست عام 1859، تبلغ مساحتها 12.8 (كم²)، وترتفع عن سطح البحر 2926 م، بلغ عدد سكانها 4564 نسمة في عام 2010 حسب إحصاء مكتب تعداد الولايات المتحدة وتصل الكثافة السكانية فيها 187.8 نسمة/كم2.

## أعلام
- تايلور شيلدون

## وصلات خارجية
- www.townofbreckenridge.com
- The US50 - Cities and Towns in Colorado State
- Colorado Cities and Towns, Facts, Map, Flag, Colleges, Government, and More